# Karnice, Hạt Gryfice
Karnice [karˈnit͡sɛ] (tiếng Đức: Karnitz) là một ngôi làng ở hạt Gryfice, West Pomeranian Voivodeship, ở phía tây bắc Ba Lan. Đây là nơi đặt trụ sở của Gmina (khu hành chính) gọi là Gmina Karnice. Nó nằm cách khoảng 17 kilômét (11 mi) về phía Tây Bắc của Gryfice và 76 km (47 mi) về hướng Đông Bắc của thủ phủ khu vực Szczecin.
Trước năm 1945, khu vực này là một phần của Đức. Ngôi làng có dân số là 690 người.